# 우타나사나

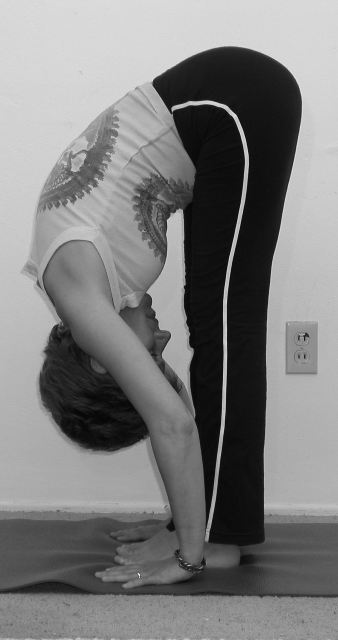
우타나사나

우타나사나(Uttanasana)는 요가 아사나의 하나이다.

## 방법
1. 타다사나에서 상체를 숙여 손바닥을 발 옆에 둔다.
2. 머리를 들고 척추를 쭉 펴고 호흡을 한다.
3. 머리를 숙여 이마가 정강이에 닿도록 한다.

## 효과
1. 2분 이상 유지하면 뇌세포를 진정시켜 마음을 고요하게 한다.
2. 심장박동은 느려지고 척추신경이 활기를 찾는다.
3. 위장병을 치료하고 간장, 비장, 신장의 기능을 좋은 상태로 만든다.
4. 월경기간 복부의 통증을 덜어준다.